# المعهد الهندي للتكنولوجيا في بلكاد

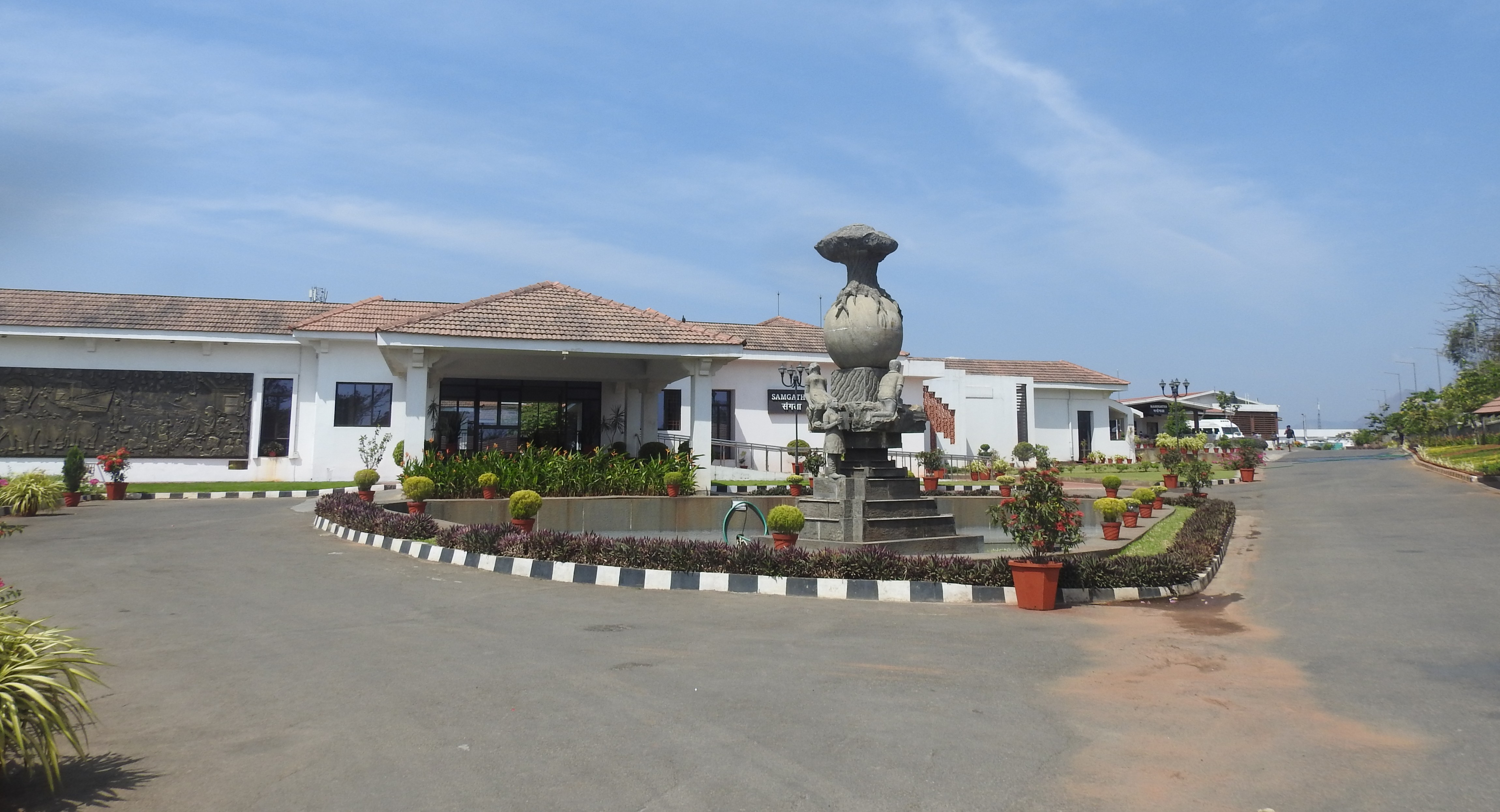
مبنى نيلا

المعهد الهندي للتكنولوجيا في بلكاد (Indian Institute of Technology Palakkad (IIT Palakkad أو IIT PKD)) هو معهد عام مستقل للهندسة والبحوث يقع في بالاكاد في ولاية كيرالا . وهي واحدة من خمس معاهدات دولية جديدة مقترحة في ميزانية الاتحاد لعام 2014 في الهند . تم افتتاح الحرم الجامعي في 3 أغسطس 2015 في موقع الحرم الجامعي المؤقت الموجود داخل مجمع الأهلية المتكامل في بلكاد. في فبراير 2019، بدأت الأنشطة الأكاديمية في حرم نيلا في كانجيكود. يوجد في المعهد 94 عضو هيئة تدريس و 978 طالباً و 63 من غير أعضاء هيئة التدريس.

## تاريخ المعهد
تأسست المعهد الهندي للتكنولوجيا في بلكاد في عام 2015 مع مدير المعهد الهندي للتكنولوجيا في مدراس الدكتور بهاسكار رامامورثي كمدير موجه. قام المعهد الهندي للتكنولوجيا في مدراس بإيفاد مجموعة من الأساتذة المتمرسين بما في ذلك المتقاعدين حديثًا والعمداء السابقين ورؤساء الأقسام المختلفة إلى الحرم الجامعي الجديد كأساتذة دائمين وزائرين. وفي يناير 2017، تم تعيين الدكتور بي بي سونيل كومار، الأستاذ المسؤول، كمدير من قبل رئيس الهند براناب موخيرجي .

## الحرم الجامعي والموقع

الحرم الجامعي المؤقت للمعهد الهندي للتكنولوجيا في بلكاد

يعمل المعهد الهندي للتكنولوجيا في بلكاد حاليًا في حرمين جامعيين - الحرم الجامعي المؤقت وحرم نيلا- يفصل بينهما حوالي 13 كم. يقع الحرم الجامعي المؤقت في حرم الأهلية المتكاملة في كوجيبارا في بلكاد، وهو حوالي 20 كم من مدينة بلكاد . تبلغ مساحة الحرم الجامعي المؤقت 55000 قدم مربع ويتكون من فصول دراسية أكاديمية مجهزة تجهيزًا جيدًا، وغرفة ندوات، وقاعة مؤتمرات، وورشة عمل، ومكتبة، وكافيتريا، ومختبرات، ومكاتب أعضاء هيئة التدريس. كما يوفر النزل والمرافق الرياضية والترفيهية مع إمكانية الوصول إلى الإنترنت عالي السرعة. تم إنشاء حرم نيلا على مساحة 30 فدانًا من أصل 504 فدانًا مخصصة لموقع الحرم الجامعي الدائم في كانجيكود. تضم مجموعتين من الطلاب الجامعيين. تشمل المرافق هنا بيت شباب للأولاد ونزل للفتيات وفصول دراسية ومكتبة ومختبرات بحثية. يستمر بناء المرحلة الأولى من الحرم الجامعي الدائم في قطعة أرض مساحتها 500 فدان في كانجيكود.

## الأكاديميون
يقدم المعهد الهندي للتكنولوجيا في بلكاد حاليًا بكالوريوس في التكنولوجيا لمدة أربع سنوات (B.Tech) وبرامج ماجستير لمدة عامين في تخصصات هندسية مختلفة. على غرار المعاهد الهندية للتكنولوجيا الأخرى، يعتمد القبول في برامج البكالوريوس على التأهيل من خلال امتحان القبول المشترك للمعهد الهندي للتكنولوجيا (IIT-JEE). بالإضافة إلى ذلك، يتم تقديم برنامج الدكتوراه أيضًا في جميع تخصصات العلوم والهندسة. كما تقدم درجة الماجستير في التكنولوجيا (M.Tech) في تخصصين من عام 2019 حيث يكون المرشحون الحاصلون على درجات مميزة في (GATE Graduate Aptitude Test in Engineering)  مؤهلين للتقديم. اعتبارًا من عام 2019، سيتم أيضًا تقديم برامج ماجستير في الفيزياء والكيمياء. يتم القبول في هذه البرامج من خلال IIT-JAM. يتم تدريس 8 تخصصات حاليا في المعهد هي.
- الهندسة المدنية
- هندسة علوم الكمبيوتر
- الهندسة الكهربائية
- الهندسة الميكانيكية
- الكيمياء
- الفيزياء
- الرياضيات
- العلوم الإنسانية

## معرض الصور

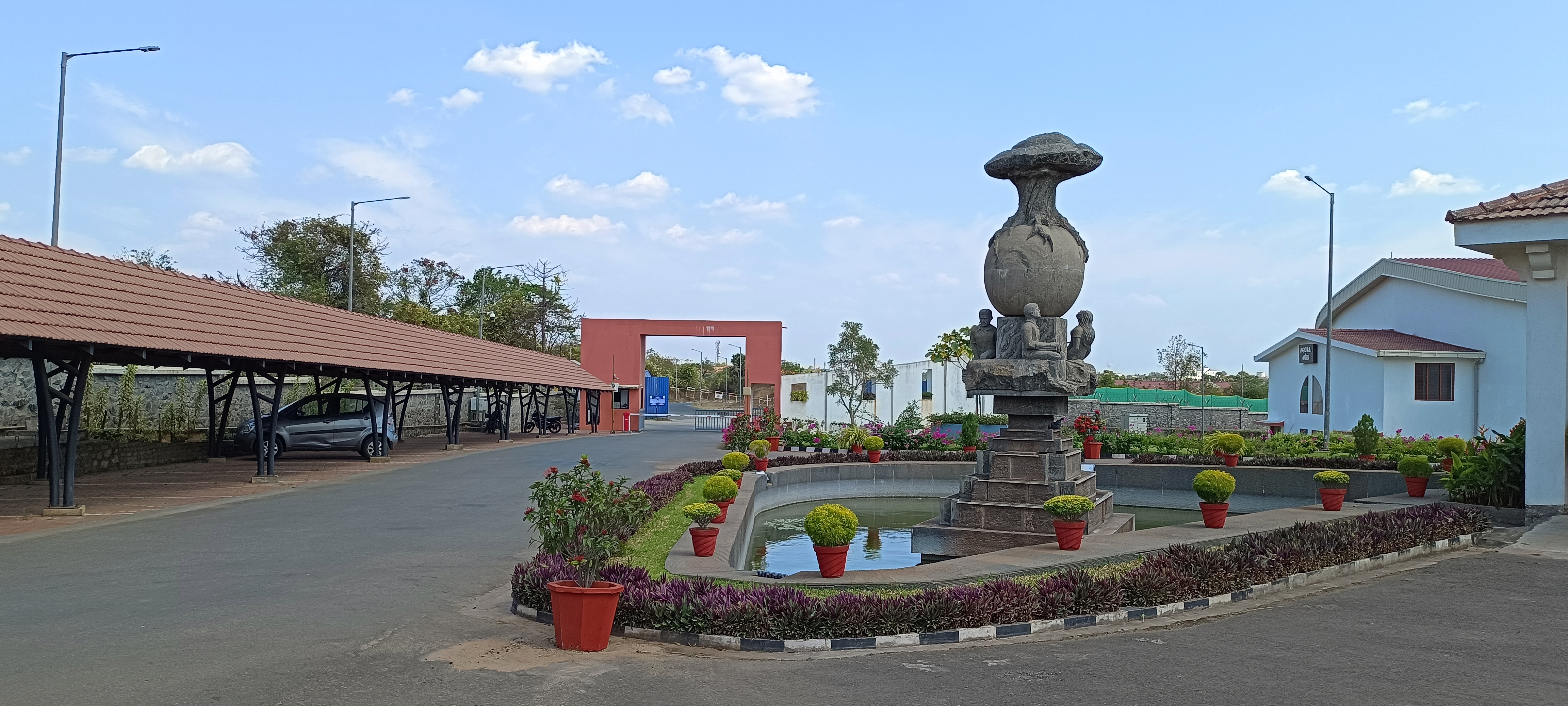
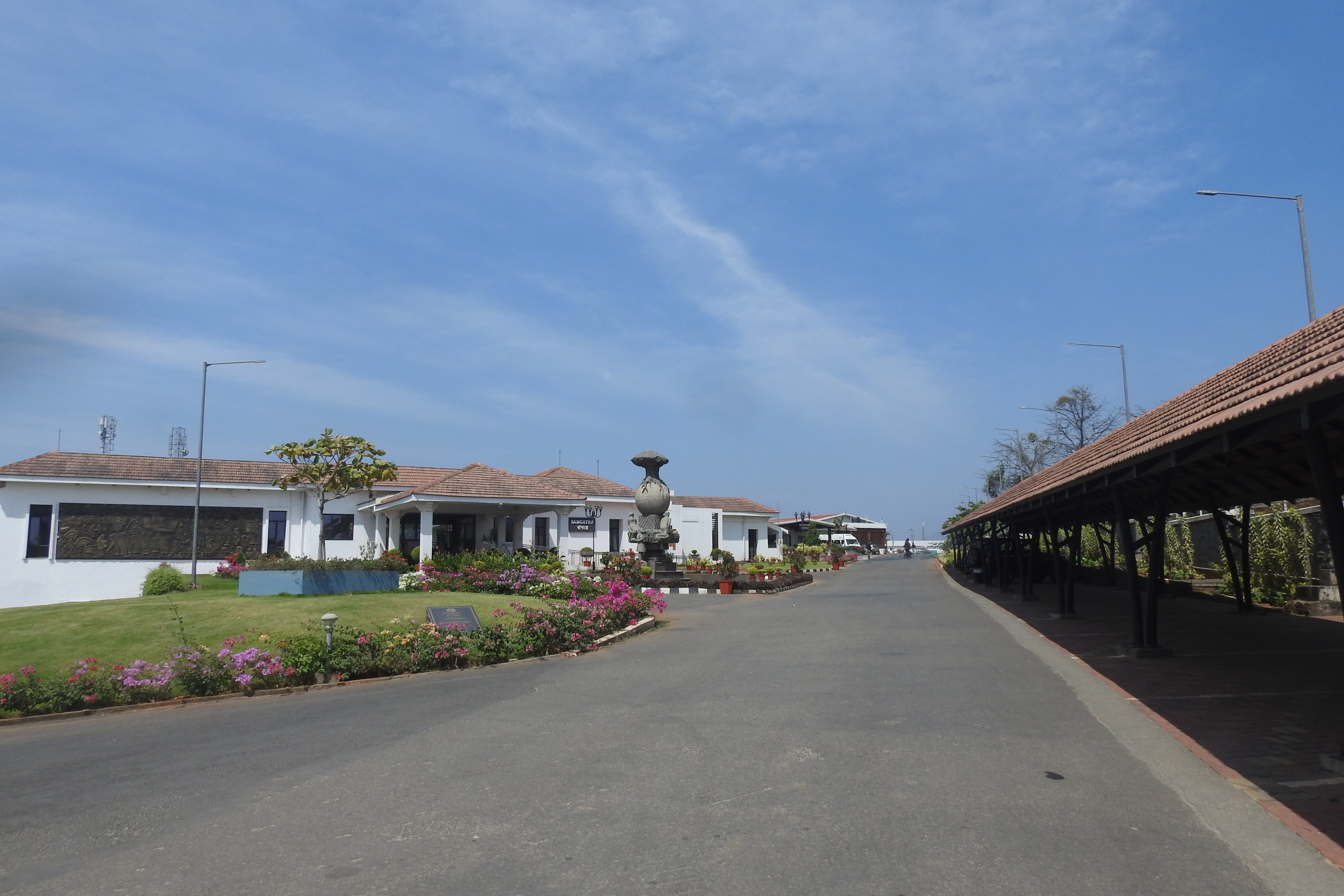
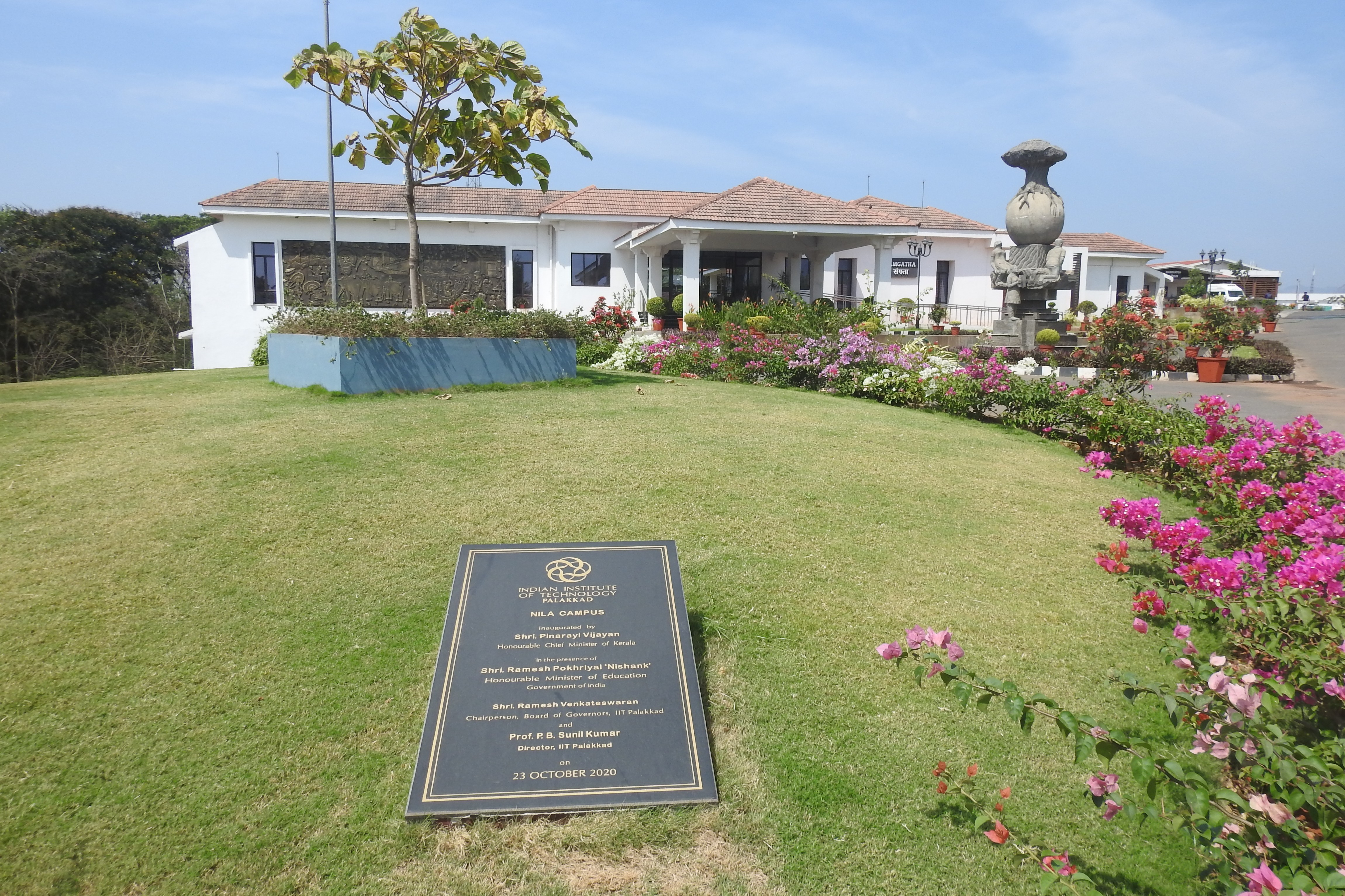
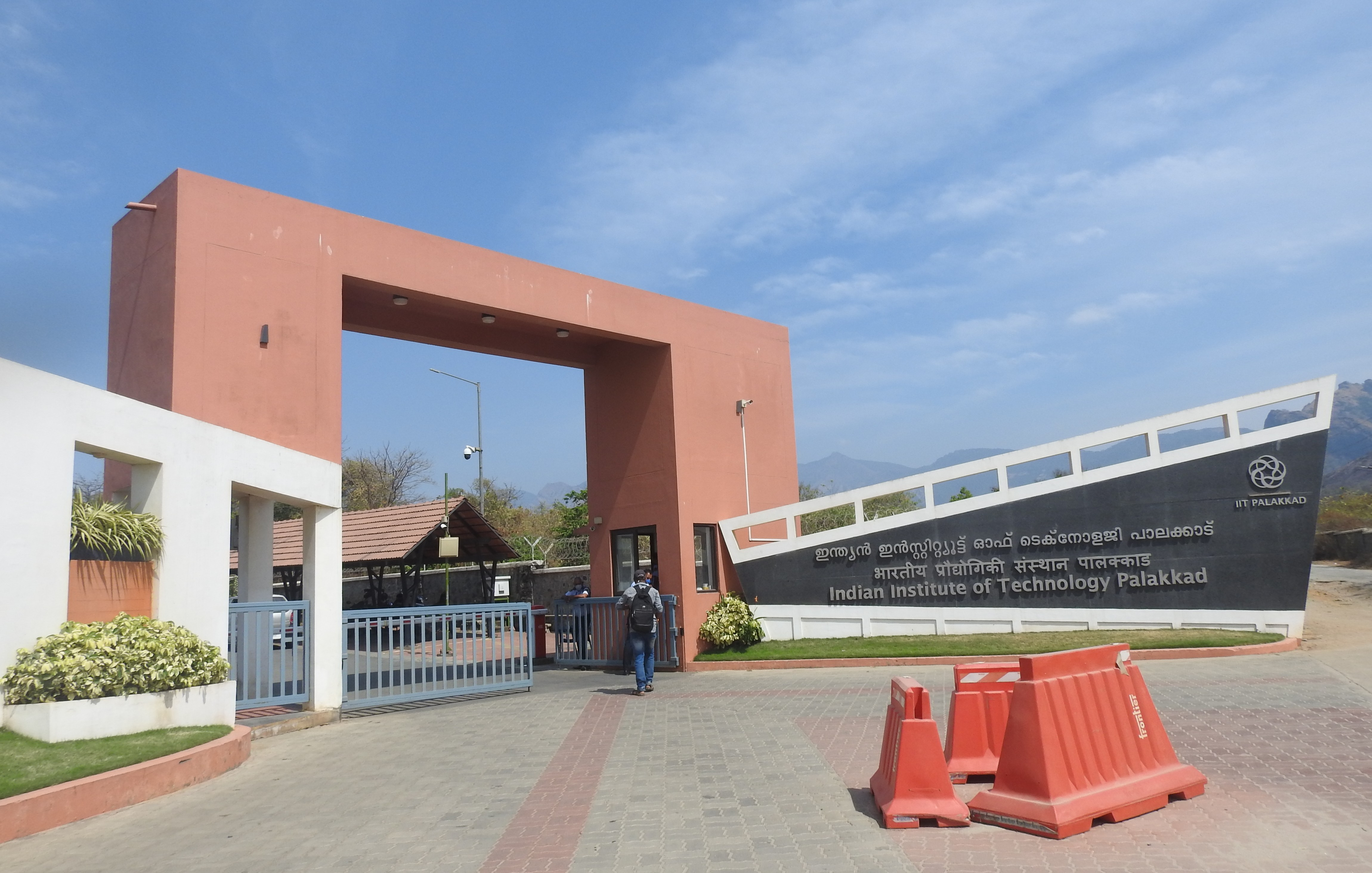
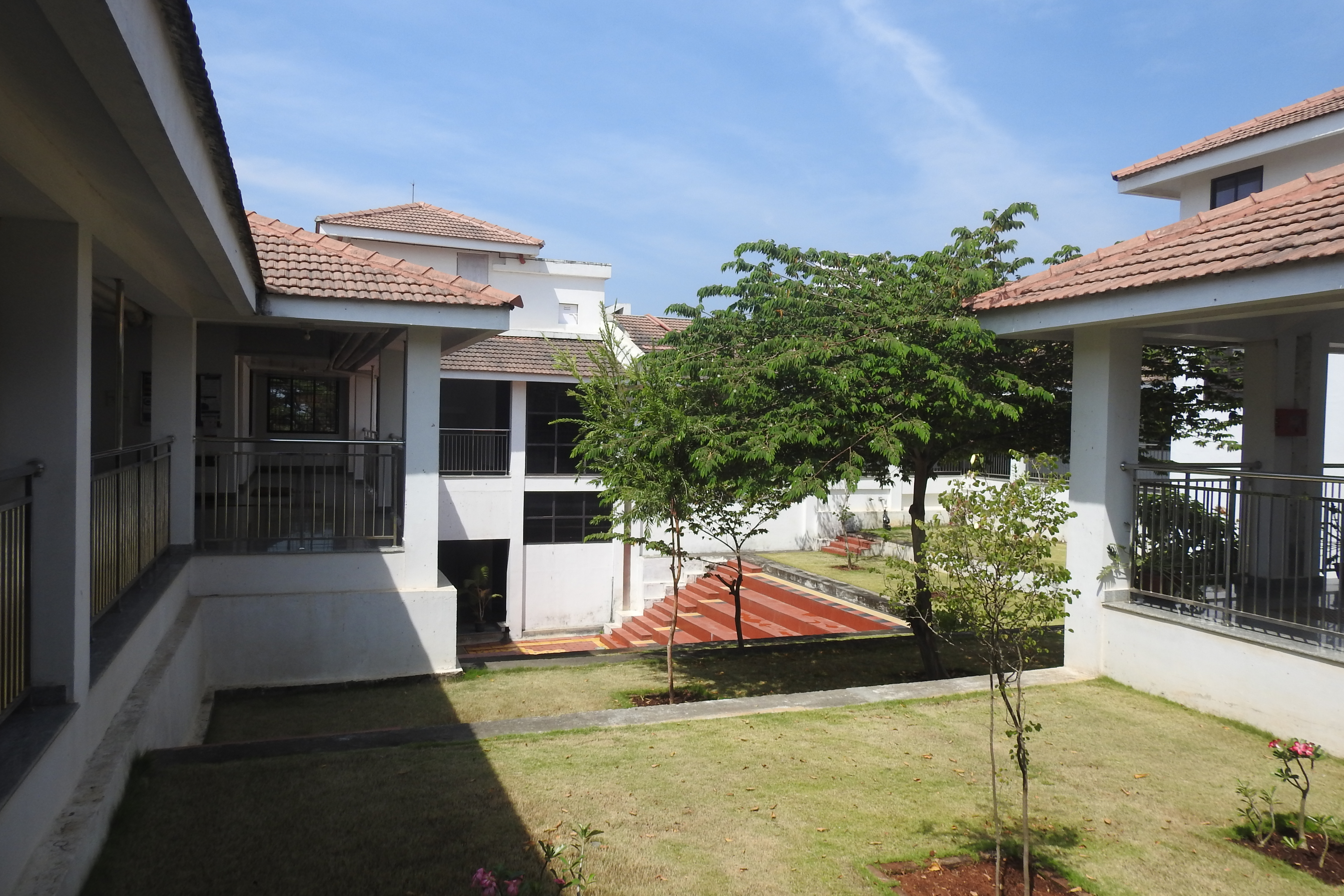
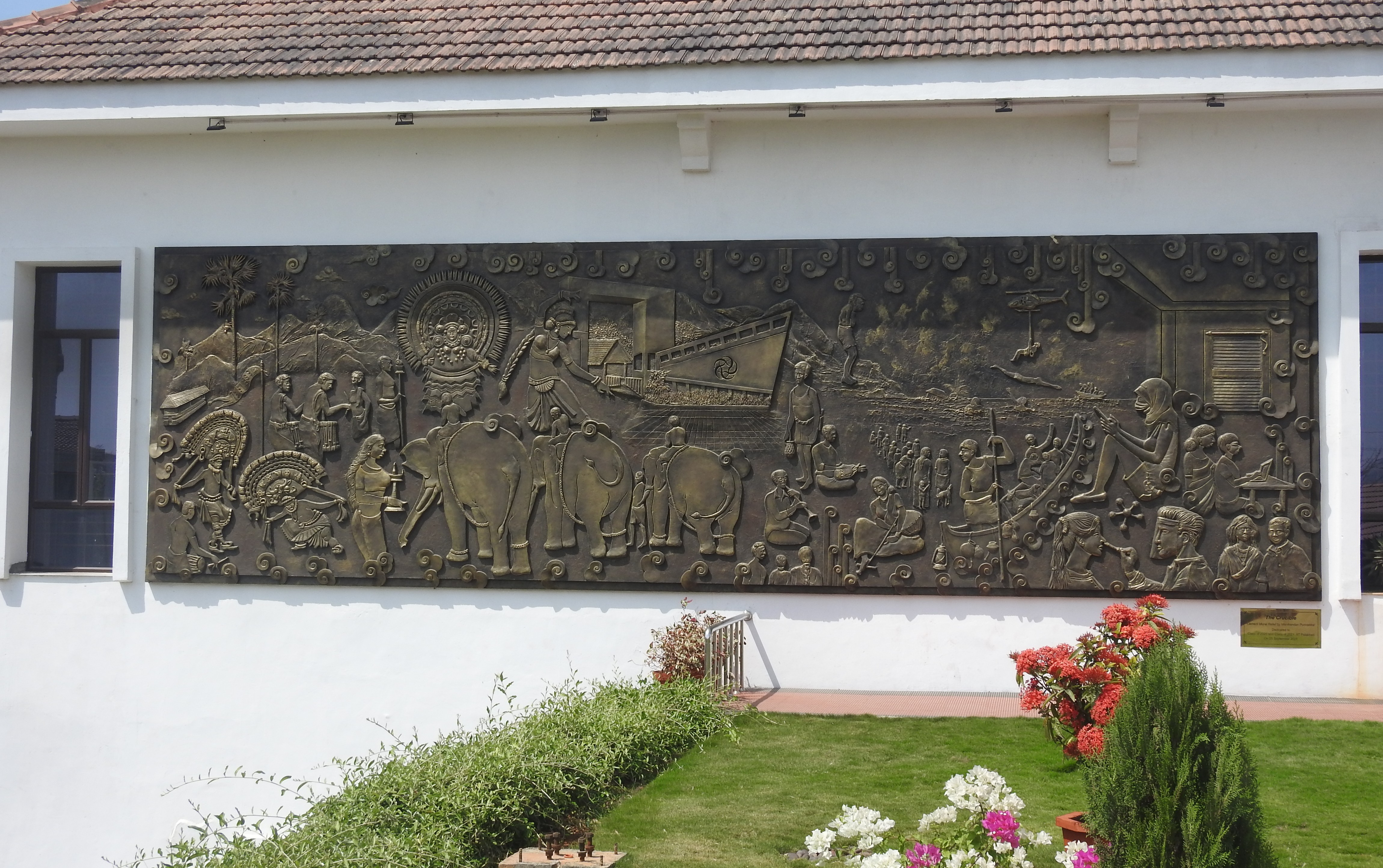
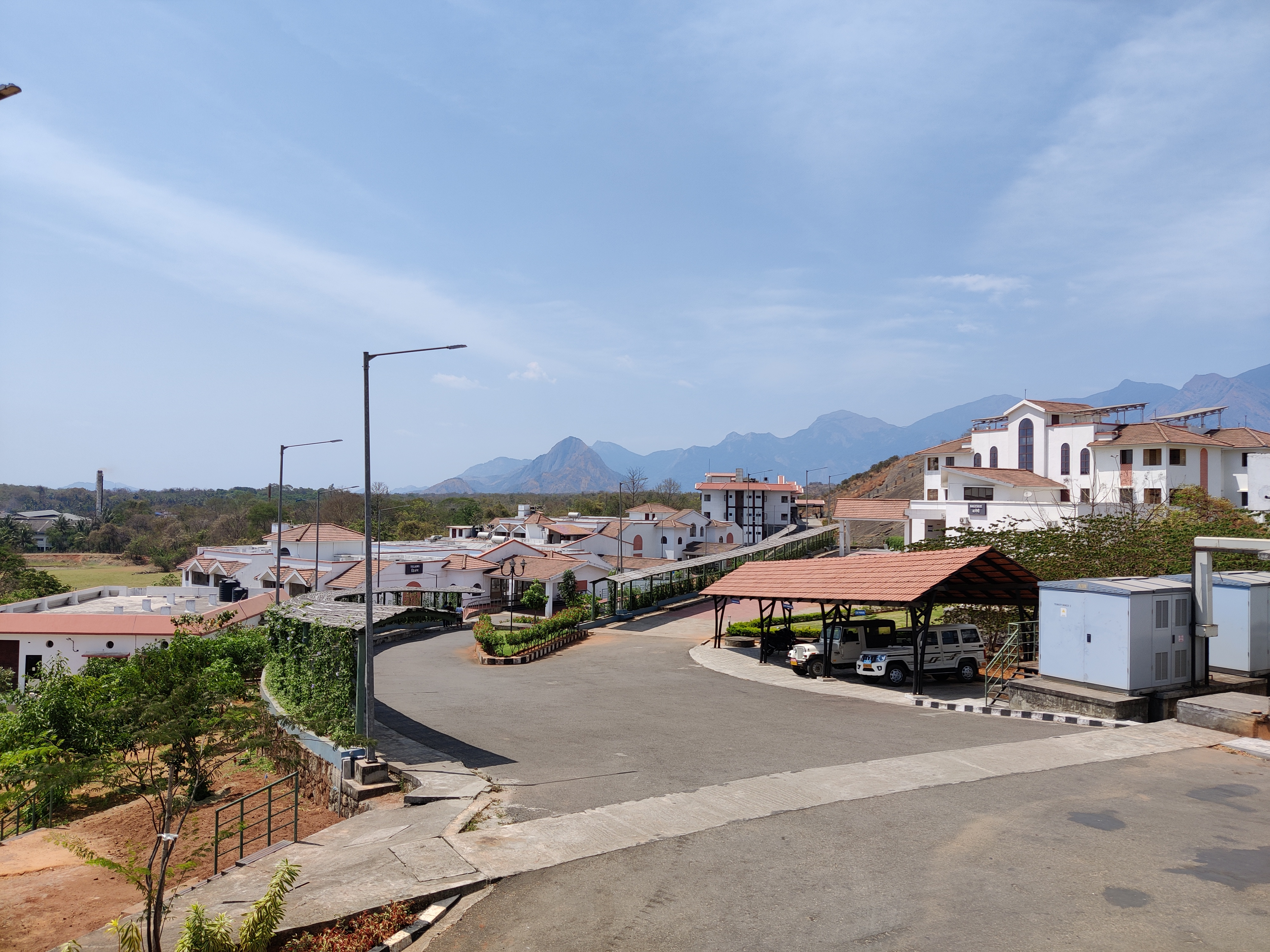
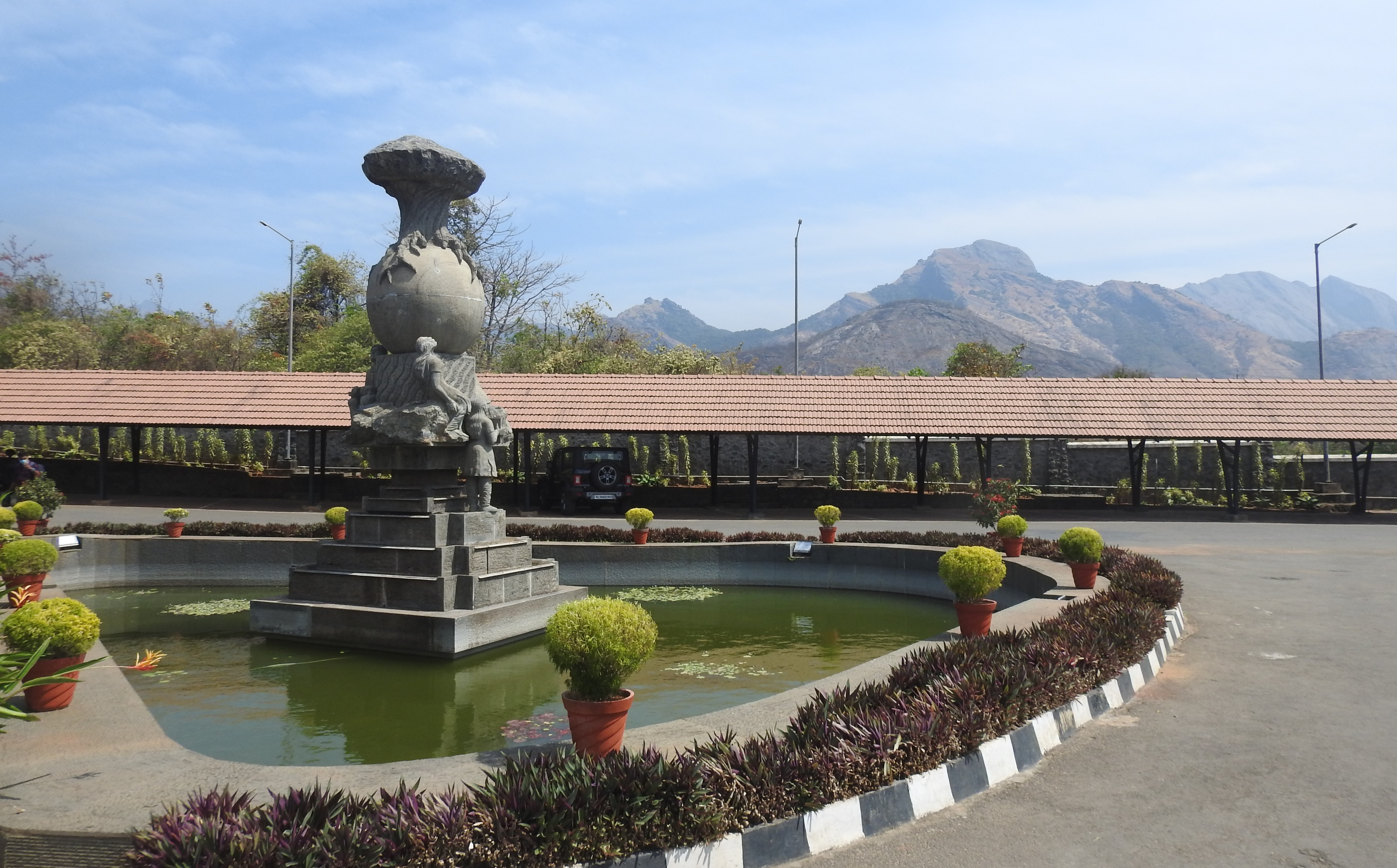